# Humberto Brenes
Pour les articles homonymes, voir Brenes (homonymie).
Humberto Brenes, né le 8 mai 1954 à San José (Costa Rica), est un joueur de poker professionnel.

## Biographie
Humberto Brenes était un joueur de baccara avant de passer au poker. Aux WSOP 1988, il termine à la quatrième place sur 167 participants et remporte 83 050$. En 1993 il remporte ses deux bracelets de champion du monde en Omaha, l'un en Limit Hold'em et l'autre en Pot Limit.
En 2004, il remporte son plus gros gain en tournoi live, avec une seconde place lors du 15.3k$ Five-Diamond World Poker Classic du World Poker Tour à Las Vegas, et 923 475 $ de gain.
En 2013, il est sélectionné parmi les 10 finalistes pour entrer dans le Hall of Fame du poker.
En 2018, après 30 ans de carrière en tant que joueur professionnel, il a plus de 200 places payées en tournois, plus de 6 millions de dollars de gain, et il est classé 1er de la Costa Rica All Time Money List.

## Bracelets WSOP
- 1 bracelet de champion du monde WSOP en Limit Hold'em 2500 $ en 1993
- 1 bracelet de champion du monde WSOP en Pot Limit Omaha 2500 $ en 1993

## Caractéristiques
Son surnom de « Shark » lui vient de son protecteur de carte qui est en forme de requin.